# La Chapelle-d'Alagnon
 La Chapelle-d'Alagnon  es una población y comuna francesa, situada en la región de Auvernia, departamento de Cantal, en el distrito de Saint-Flour y cantón de Murat.

## Demografía
| 272 | 264 | 239 | 246 | 236 | 250 |
| Para los censos de 1962 a 1999 la población legal corresponde a la población sin duplicidades (Fuente: INSEE [Consultar]) |     |     |     |     |     |